# Pilosella sect. Praealtae
La sezione  Pilosella sect. Praealtae   (Fr.) Gottschl. è una sezione di piante angiosperme dicotiledoni del genere Pilosella della famiglia delle Asteraceae.

## Etimologia
Il nome del genere (Pilosella) deriva dal latino "pilosus" (significa "peloso") e si riferisce all'aspetto piuttosto pubescente di queste piante. Il nome della sezione deriva dal latino "praealtum" e indica un portamento alto.
Il nome scientifico della sezione è stato definito dai botanici Elias Magnus Fries (1794-1878) e Günter Gottschlich (1951-).

## Descrizione

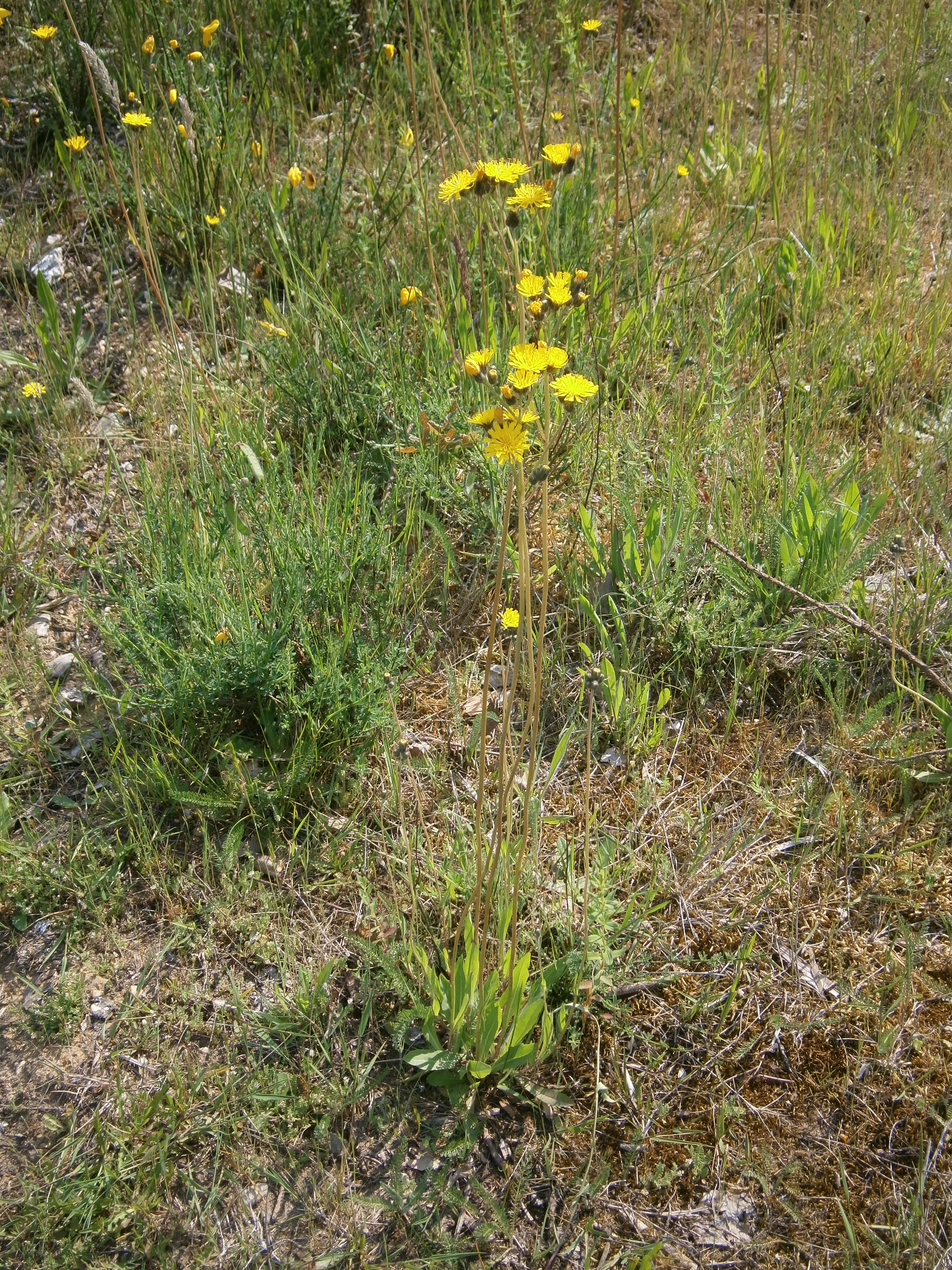
Il portamento
Pilosella piloselloides

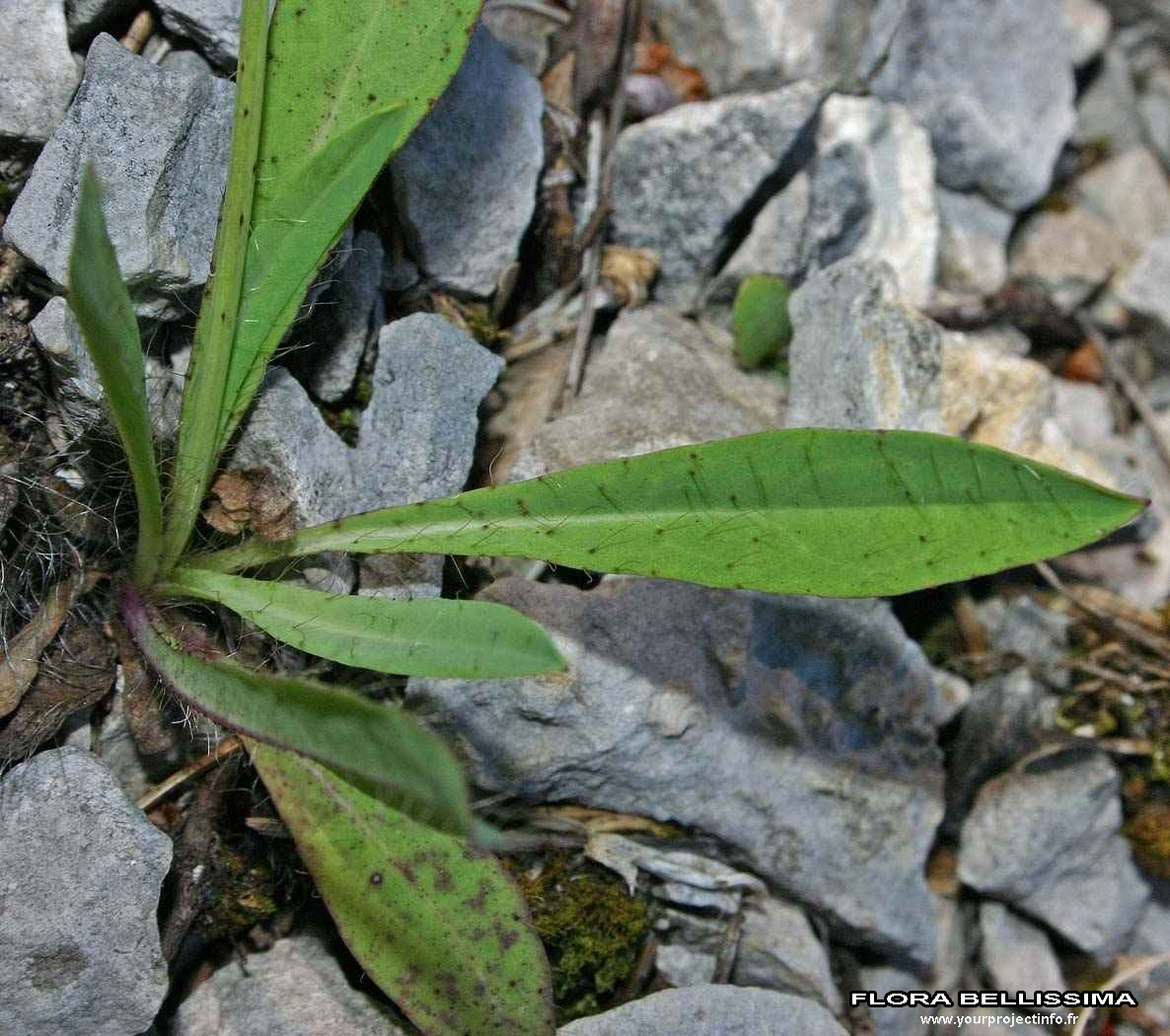
Le foglie
Pilosella praealta

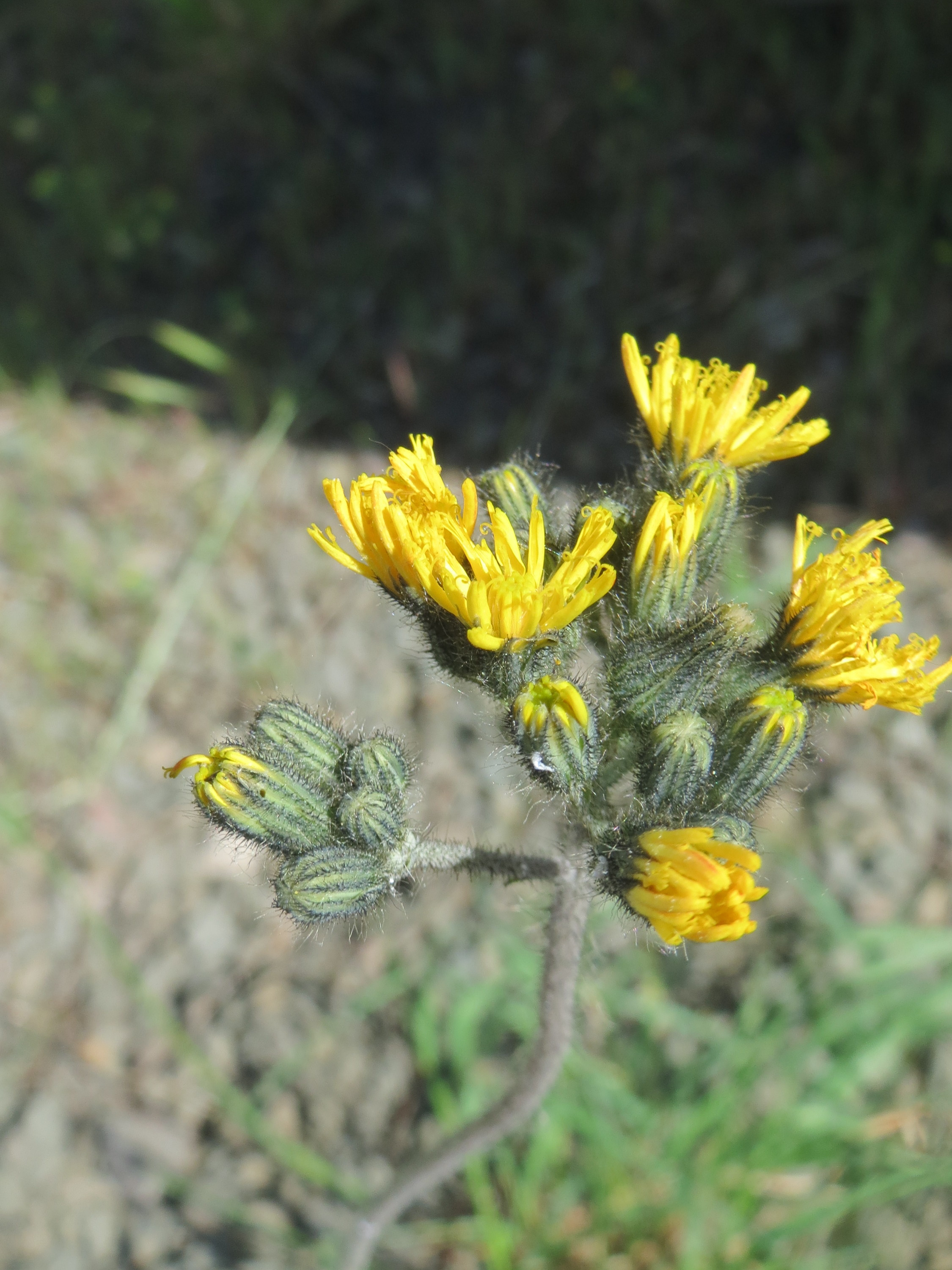
Infiorescenza
Pilosella piloselloides

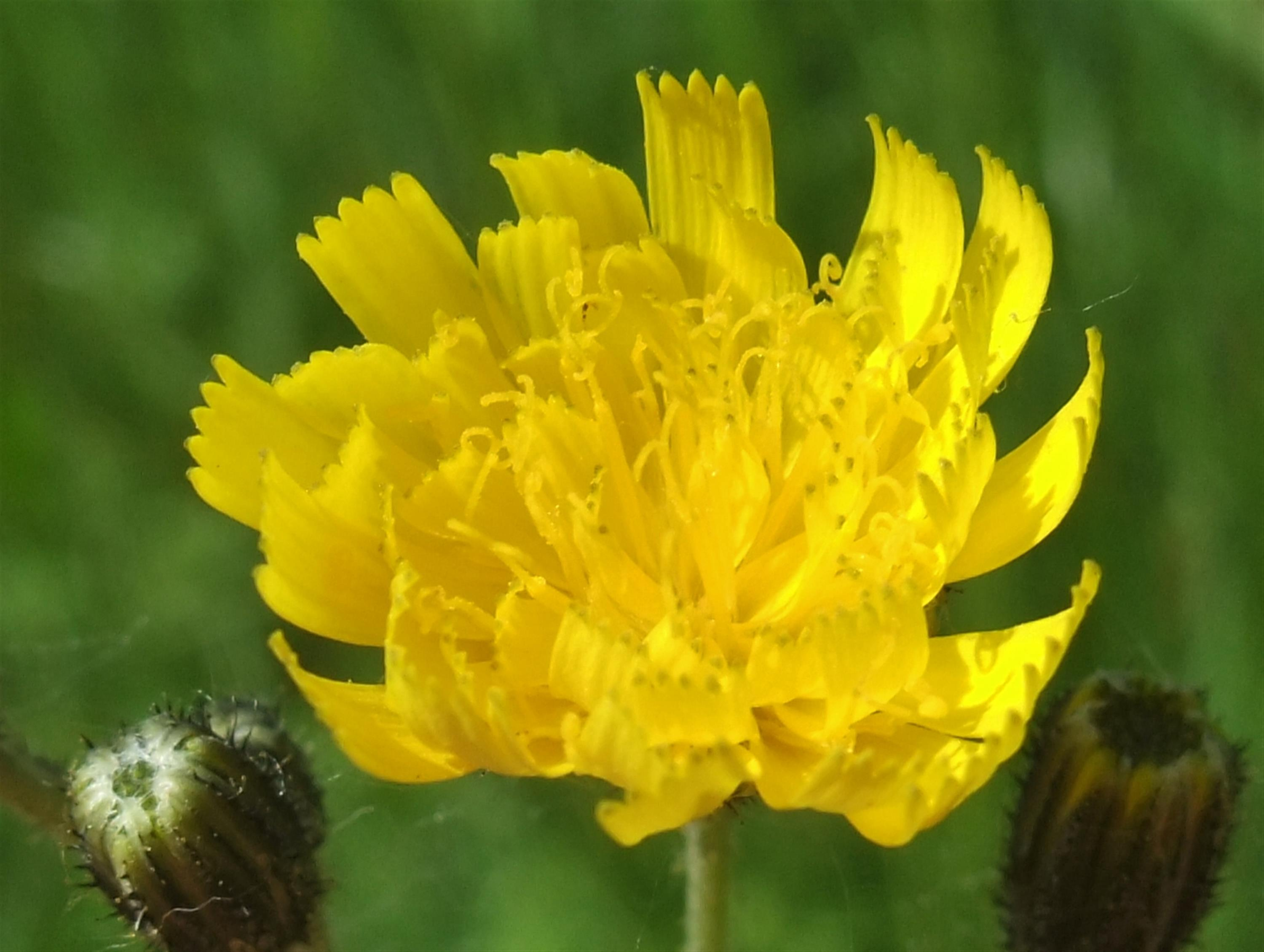
I fiori
Pilosella praealta

Habitus. Le specie di questa sezione, con cicli biologici perenni, sono piante erbacee non molto alte. Le forme biologiche prevalenti sono emicriptofita rosulata (H ros). Tutte le specie del gruppo sono provviste di peli chiari semplici lunghi 1 – 5 mm e di latice.
Fusto. I fusti, in genere eretti e ascendenti, sono di solito solitari e mediamente ramificati e/o afilli. Le radici in genere sono di tipo fittonante; possono essere presenti anche delle parti stolonifere (se sono presenti degli stoloni questi sono colorati da verde fino a rosso-violaceo). Altezza delle piante: da 20 a 100 cm.
Foglie. Sono presenti sia foglie delle rosette basali che cauline (da 2 a 4) con disposizione alterna. Le lamine in genere sono intere spesso allungate o lineari. La superficie può essere ricoperta da peli semplici o ramificati. Entrambe le facce delle foglie sono verdi, quelle basali sono glauche, rigide e carnose, quelle cauline sono prive di ghiandole.
Infiorescenza. L'infiorescenza è composta da molti capolini (da 10 a 40) terminali. Le sinflorescenze (l'insieme dei capolini) sono di tipo lassamente panicolato (raramente umbellato-panicolata). I capolini, solamente di tipo ligulifloro (ossia composti da diversi fiori ligulati), sono formati da un involucro (sorretto da un peduncolo) composto da diverse brattee (o squame) all'interno delle quali un ricettacolo fa da base ai fiori ligulati. L'involucro ha una forma più o meno cilindrica ed è formato da 2 - 4 serie di brattee. Sia sul peduncolo che sulle brattee sono presenti dei peli semplici generalmente bianchi. Il ricettacolo, alla base dei fiori, è nudo (senza pagliette).
Fiori. I fiori, tutti ligulati (i fiori tubulosi in genere sono mancanti), sono tetra-ciclici (ossia sono presenti 4 verticilli: calice – corolla – androceo – gineceo) e pentameri (ogni verticillo ha in genere 5 elementi). I fiori sono ermafroditi, fertili e zigomorfi.
- Formula fiorale:

*/x K {\displaystyle \infty }, [C (5), A (5)], G 2 (infero), achenio
- Calice: i sepali del calice sono ridotti ad una coroncina di squame.
- Corolla: le corolle sono formate da un tubo (alla base) e da una ligula terminante con 5 denti; il colore è giallo.
- Androceo: gli stami sono 5 con filamenti liberi e distinti, mentre le antere sono saldate in un manicotto (o tubo) circondante lo stilo.[13] Le antere sono codate e allungate con una appendice apicale acuta; i filamenti sono lisci. Il polline è tricolporato.[14]
- Gineceo: lo stilo è lungo, filiforme e peloso sul lato inferiore. Gli stigmi dello stilo sono due divergenti e ricurvi con la superficie stigmatica posizionata internamente (vicino alla base).[15] L'ovario è infero uniloculare formato da 2 carpelli.

Frutti. I frutti sono degli acheni con pappo. Gli acheni hanno una forma cilindrica ristretta alla base (ma non all'apice) e privi di becco (non sono compressi); sono inoltre provvisti di 10 coste longitudinali terminanti con un dentello. Il pappo si compone di fragili setole semplici color bianco-sporco su una sola serie.

## Biologia
- Impollinazione: l'impollinazione avviene tramite insetti (impollinazione entomogama tramite farfalle diurne e notturne).
- Riproduzione: la fecondazione avviene fondamentalmente tramite l'impollinazione dei fiori (vedi sopra).
- Dispersione: i semi (gli acheni) cadendo a terra sono successivamente dispersi soprattutto da insetti tipo formiche (disseminazione mirmecoria). In questo tipo di piante avviene anche un altro tipo di dispersione: zoocoria. Infatti gli uncini delle brattee dell'involucro (se presenti) si agganciano ai peli degli animali di passaggio disperdendo così anche su lunghe distanze i semi della pianta.

## Distribuzione e habitat
La distribuzione è comune nell'Italia settentrionale, meno comune al Centro e Sud. L'habitat tipico sono gli incolti, i pendii franosi, le scarpate, i greti dei fiumi e le zone a sabbia e ghiaia (compresi i prati aridi).

## Tassonomia
La famiglia di appartenenza di questa voce (Asteraceae o Compositae, nomen conservandum) probabilmente originaria del Sud America, è la più numerosa del mondo vegetale, comprende oltre 23.000 specie distribuite su 1.535 generi, oppure 22.750 specie e 1.530 generi secondo altre fonti (una delle checklist più aggiornata elenca fino a 1.679 generi). La famiglia attualmente (2021) è divisa in 16 sottofamiglie.

### Filogenesi
Il genere di questa voce appartiene alla sottotribù Hieraciinae della tribù Cichorieae (unica tribù della sottofamiglia Cichorioideae). In base ai dati filogenetici la sottofamiglia Cichorioideae è il terz'ultimo gruppo che si è separato dal nucleo delle Asteraceae (gli ultimi due sono Corymbioideae e Asteroideae). La sottotribù Hieraciinae fa parte del "quinto" clade della tribù; in questo clade è posizionata alla base ed è sorella al resto del gruppo comprendente, tra le altre, le sottotribù Microseridinae e Cichoriinae. Il nucleo della sottotribù Hieraciinae è l'alleanza Hieracium - Pilosella (comprendenti la quasi totalità delle specie della sottotribù - oltre 3000 specie) e formano (insieme ad altri generi minori) un "gruppo fratello". Alcuni Autori includono in questo gruppo anche i generi Hispidella e Andryala.
I caratteri distintivi per il genere Pilosella sono:
- tutta la piante è densamente pelosa;
- gli acheni hanno 10 coste longitudinali.

Classificazione del genere. Il genere Pilosella è un genere di difficile classificazione in quanto molte specie tendono ad ibridarsi e molto spesso tra una specie e un'altra è presente un "continuam" di caratteri e quindi sono difficilmente separabili. Qui in particolare viene seguita la suddivisione in sezioni del materiale botanico così come sono elencate nell'ultima versione della "Flora d'Italia".
La sezione I  Praealtae comprende due specie principali e alcune secondarie. I caratteri distintivi per le specie di questa sezione sono:
- lo scapo è ramificato, alto 20 - 100 cm, con molti capolini (da 10 a 40) e con 2 - 4 foglie cauline;
- i peli in genere sono semplici, lunghi 1 - 5 mm e chiari;
- entrambe le facce delle foglie sono verdi, quelle basali sono glauche e quelle cauline sono prive di ghiandole.

Il numero cromosomico delle specie della sezione è: 2n = 18, 27, 36 e 45 (specie diploidi, triploidi, tetraploidi, pentaploidi, hexaploidi... decaploidi).

### Specie della flora italiana
Nella flora spontanea italiana, per la sezione di questa voce, sono presenti le seguenti specie (principali e secondarie o derivate):
Specie principale. Pilosella piloselloides  (Vill.) Soják, 1971 - Pelosella fiorentina: l'altezza massima della pianta è di 30 – 60 cm; il ciclo biologico è perenne; la forma biologica è emicriptofita rosulata (H ros); il tipo corologico è  Sud Alpico / Est Mediterraneo; l'habitat tipico sono gli incolti, i pendii franosi, le scarpate, i greti dei fiumi e le zone a sabbia e ghiaia (compresi i prati aridi); in Italia è una specie comune al Nord (meno comune altrove) e si trova fino ad una quota di 1.500 m s.l.m.. Per questa specie sono riconosciute 5 sottospecie (3 presenti in Italia).
Caratteri principali: gli stoloni sono assenti (sono presenti talvolta getti caulini accessori); i peduncoli dei capolini sono sottili (meno di 0,5 mm di diametro); i peli semplici sulle brattee dell'involucro sono da assenti a piuttosto densi; i peli ghiandolari e stellati sulle foglie sono assenti; sui peduncoli dei capolini i peli stellati sono da assenti a sparsi.
Specie principale. Pilosella praealta (Gochnat) F.W.Schultz & Sch.Bip., 1862 - Pelosella elevata: l'altezza massima della pianta è di 80 cm; il ciclo biologico è perenne; la forma biologica è emicriptofita rosulata (H ros); il tipo corologico è Centro Est Europa; l'habitat tipico sono gli incolti, i pendii franosi, le scarpate, i greti dei fiumi e i prati; in Italia è una specie rara e si trova nelle Alpi e Appennini settentrionali fino ad una quota di 1.500 m s.l.m.. Alcune checklist considerano questa specie un sinonimo di Pilosella piloselloides subsp. praealta (Gochnat) S.Bräut. & Greuter.
Caratteri principali: i peduncoli dei capolini sono grossi (da 0,5 a 0,7 mm di diametro) con peli stellati da piuttosto densi a densi.
Specie secondarie collegate a Pilosella praealta:
| Specie                                                                 | Caratteri                                                                         | Habitat                               | Distribuzione italiana                        | Sottospecie |
| ---------------------------------------------------------------------- | --------------------------------------------------------------------------------- | ------------------------------------- | --------------------------------------------- | ----------- |
| Pilosella anobrachia (Arv.-Touv. & Gaut.) S.Bräut. & Greuter, 2007[22] | Sono più simili al gruppo piloselloides/praealta che alla specie P. peleteriana   | Incolti e pendii franosi              | Alpi occidentali - Rara                       |             |
| Pilosella arnoseroides (Nägeli & Peter) Soják, 1971[23]                | Tra il gruppo piloselloides/praealta e la specie P. peleteriana                   | Incolti e pascoli magri aridi         | Alpi orientali - Rara                         |             |
| Pilosella visianii F.W.Schultz & Sch.Bip., 1861[24]                    | Sono più simili al gruppo piloselloides/praealta che alla specie P. officinarum   | Incolti, pendii franosi e prati aridi | Alpi e Prealpi meridionali e Appennini - Rara |             |
| Pilosella tephrodes (Nägeli & Peter) S.Bräut. & Greuter, 2007[25]      | Sono più simili al gruppo piloselloides/praealta che alla specie P. saussureoides | Incolti, prati aridi e pascoli        | Alpi occidentali - Rara                       |             |
| Pilosella sulphurea (Döll) F.W.Schultz & Sch.Bip., 1862[26]            | Tra il gruppo piloselloides/praealta e la specie P. lactucella                    | Prati acidi e pascoli                 | Alpi - Molto rara                             |             |
| Pilosella frigidaria (Nägeli & Peter) Soják, 1971[27]                  | Sono più simili al gruppo piloselloides/praealta che alla specie P. glacialis     | Pascoli alpini                        | Alpi orientali - Molto rara                   |             |
| Pilosella salernicola (Vetter & Zahn) Soják, 1982[28]                  | Tra il gruppo piloselloides/praealta e la specie P. brachycoma                    | Pascoli alpini                        | Alpe di Siusi - Molto rara                    |             |
Specie principale. Pilosella bauhini  (Schult.) Arv.-Touv. - Pelosella di Bauhin: l'altezza massima della pianta è di 30 – 60 cm; il ciclo biologico è perenne; la forma biologica è emicriptofita rosulata (H ros); il tipo corologico è  Est Mediterraneo / Nord Iranico (steppico); l'habitat tipico sono gli incolti, i pendii e i prati aridi; in Italia è una specie rara e si trova con discontinuità su tutto il territorio italiano fino ad una quota compresa tra 50 e 1.100 m s.l.m.. Per questa specie sono riconosciute provvisoriamente moltissime sottospecie.
Caratteri principali: gli stoloni sono epigei e con forme sottili e allungate.
Specie secondarie collegate a Pilosella bauhini:
| Specie                                                              | Caratteri                                                        | Habitat                                       | Distribuzione italiana | Sottospecie                                               |
| ------------------------------------------------------------------- | ---------------------------------------------------------------- | --------------------------------------------- | ---------------------- | --------------------------------------------------------- |
| Pilosella leptophyton (Nägeli & Peter) S.Bräut. & Greuter, 2007[30] | Più simile alla specie P. bauhini che alla specie P. officinarum | Gli incolti, i pendii franosi e i prati aridi | Alpi orientali - Rara  | 2 sottospecie (in Italia solamente la subsp. leptophyton) |
Specie principale. Pilosella ziziana (Tausch) F.W.Schultz & Sch.Bip., 1862 - Pelosella di Ziz: l'altezza massima della pianta è di 30 – 70 cm; il ciclo biologico è perenne; la forma biologica è emicriptofita rosulata (H ros); il tipo corologico è  Centro Est Europeo; l'habitat tipico sono gli incolti, i pendii e i prati aridi; in Italia è una specie rara e si trova nelle Alpi e Appennini fino ad una quota compresa tra 200 e 1.500 m s.l.m.. Per questa specie sono riconosciute provvisoriamente una quarantina di sottospecie.
Caratteri principali: gli stoloni sono assenti (raramente con getti caulini o flagelli); la pagina superiore delle foglie è generalmente opaca; il diametro dei peduncoli è di 0,3 - 0,9 mm; i peli semplici sulle brattee involucrali sono da sparsi a densi; i peli stellati sulla pagina superiore delle foglie sono presenti sulle nervature, mentre sulle brattee involucrali sono densi.
Specie secondarie collegate a Pilosella ziziana:
| Specie                                         | Caratteri                                                            | Habitat         | Distribuzione italiana     | Sottospecie |
| ---------------------------------------------- | -------------------------------------------------------------------- | --------------- | -------------------------- | ----------- |
| Pilosella anchusoides Arv.-Touv., 1880[32]     | Più vicini alla specie P. ziziana che alla specie P. officinarum     | Prati aridi     | Alpi occidentali - Rara    |             |
| Pilosella litardiereana (Zahn) Soják, 1971[33] | Più vicini alla specie P. ziziana che alla specie P. pseudopilosella | Incolti su lava | Vesuvio - Un solo campione |             |
Specie principale. Pilosella densiflora (Tausch) Soják, 1971 - Pelosella densiflora: l'altezza massima della pianta è di 30 – 70 cm; il ciclo biologico è perenne; la forma biologica è emicriptofita rosulata (H ros); il tipo corologico è  Centro Sud Est Europeo; l'habitat tipico sono gli incolti, i pendii e i prati aridi; in Italia è una specie molto rara e si trova nel Tirolo meridionale e in Puglia fino ad una quota compresa tra 50 e 1.100 m s.l.m.. Per questa specie sono riconosciute provvisoriamente una sessantina di sottospecie.
Caratteri principali: gli stoloni epigei sono sottili e allungati; la pagina inferiore delle foglie basali ha sparsi peli stellati.
Specie secondarie collegate a Pilosella densiflora:
| Specie                                                  | Caratteri                                                           | Habitat     | Distribuzione italiana | Sottospecie |
| ------------------------------------------------------- | ------------------------------------------------------------------- | ----------- | ---------------------- | ----------- |
| Pilosella fallacina (F.W.Schultz) F.W.Schultz, 1863[35] | Più vicini alla specie P. densiflora che alla specie P. officinarum | Prati aridi | Trento - Moto rara     |             |

#### Specie italiane alpine
Alcune specie di questa sezione vivono sull'arco alpino. La tabella seguente mette in evidenza i dati relativi all'habitat, al substrato e alla distribuzione di alcune di queste specie alpine.
| Specie | Comunità vegetali | Piani vegetazionali         | Substrato  | pH     | Livello trofico | H2O   | Ambiente    | Zona alpina         |
| --- | ----------------- | --------------------------- | ---------- | ------ | --------------- | ----- | ----------- | ------------------- |
| P. piloselloides | 3                 | collinare montano subalpino | Ca - Ca/Si | basico | basso           | secco | B2 B5 C2 F2 | tutto l'arco alpino |
| Legenda e note alla tabella. Substrato: con “Ca/Si” si intendono rocce di carattere intermedio (calcari silicei e simili). Zona alpina: vengono prese in considerazione solo le zone alpine del territorio italiano (sono indicate le sigle delle province). Comunità vegetali: 3 = comunità delle fessure, delle rupi e dei ghiaioni. Ambienti: B2 = ambienti ruderali, scarpate; B5 = rive, vicinanze corsi d'acqua; C2 = rupi, muri e ripari sotto roccia; F2 = praterie rase, prati e pascoli dal piano collinare al subalpino. |                   |                             |            |        |                 |       |             |                     |

#### Chiave per le specie principali
Di seguito viene fornita una chiave analitica dicotomica per individuare le specie principali della flora spontanea italiana:
- 1A: le seguenti specie sono provviste di stoloni epigei sottili e allungati;

- 2A: le foglie basali sono prive di peli stellati;

Pilosella bauhini  (Schult.) Arv.-Touv. - Pelosella di Bauhin.
- 2B: le foglie basali sono ricoperte sparsamente di peli stellati solamente sulla pagina inferiore;

Pilosella densiflora (Tausch) Soják, 1971 - Pelosella densiflora.
- 1B: le seguenti specie sono prive di stoloni veri e propri;

- 3A: le foglie cauline alla base sono ristrette e non sono mai abbraccianti;

- 4A: il colore del fusto varia da glauco a grigio-verde; la lamina delle foglie interne della rosetta basale ha una consistenza da rigida a molle; le foglie sono ricoperte da peli stellati;

Pilosella ziziana (Tausch) F.W.Schultz & Sch.Bip., 1862 - Pelosella di Ziz.
- 4B: il colore del fusto in genere è verde; la lamina delle foglie interne della rosetta basale sono rigide; le foglie non sono ricoperte da peli stellati;

- 5A: i peduncoli dei capolini sono sottili (diametro minore di 0,5 mm), la copertura dei peli stellati varia da nulla a sparsa (eventualmente sono densi sotto l'involucro);

Pilosella piloselloides  (Vill.) Soják, 1971 - Pelosella fiorentina.
- 5B: i peduncoli dei capolini sono ingrossati (diametro 0,5 - 0,7 mm), la copertura dei peli stellati è densa;

Pilosella praealta (Gochnat) F.W.Schultz & Sch.Bip., 1862 - Pelosella elevata.
- 3B: le foglie cauline alla base sono allargate quasi sub-amplessicauli;

Pilosella pavichii (Heuff.) Holub, 1977 - Non più presente nella flora italiana (distribuzione: Penisola Balcanica e Anatolia).